# ريتشارد جوستين
ريتشارد جوستين (بالإنجليزية: Richard Heath)‏ هو سياسي أمريكي، ولد في 8 أغسطس 1955. حزبياً، نشط في الحزب الجمهوري.

## وصلات خارجية
- الموقع الرسمي